# The Center
The Center (čínsky 中環中心) je čtvrtý nejvyšší mrakodrap v Hongkongu. Před ním jsou Two International Finance Centre, Central Plaza a Bank of China Tower. Je vysoký 346 metrů a má 73 pater. The Center je jeden z mála mrakodrapů v Hongkongu, jehož struktura je kompletně z oceli a nemá žádné posílené betonové jádro. Nachází se na Queen's Road Central, v půli cesty mezi stanicemi Sheung Wan a Central.

## Profil
The Center je znám také díky tomu, že jsou na něm naaranžovány stovky neonových světel tak, že prstence blíže k vrcholu mají menší mezery. V noci celý mrakodrap mění barvy. Během Vánoc jsou světla umístěna tak, že rozsvícená budova připomíná vánoční stromeček.
Přímý překlad čínského jména budovy zní "hlavní střed", přestože není uprostřed čtvrti.
Některé historické struktury musely být kvůli projektu zbourány. Mnoho obchodů s oblečením ve Wing On Street bylo přestěhováno do Western Market.